# Pałac biskupi w Łodzi
Pałac biskupi – siedziba kurii biskupiej w Łodzi oraz dom mieszkalny dla księży, znajdujący się przy ul. ks. Skorupki 1 w Łodzi. Budynek jest wpisany do wojewódzkiej ewidencji zabytków.

## Historia
Pierwszą siedzibą łódzkiej kurii biskupiej (od 1921) był budynek przy ul. Piotrkowskiej 102. W 1921 roku biskup Wincenty Tymieniecki zlecił Józefowi Kabanowi wykonanie projektu reprezentacyjnej siedziby dla kurii.

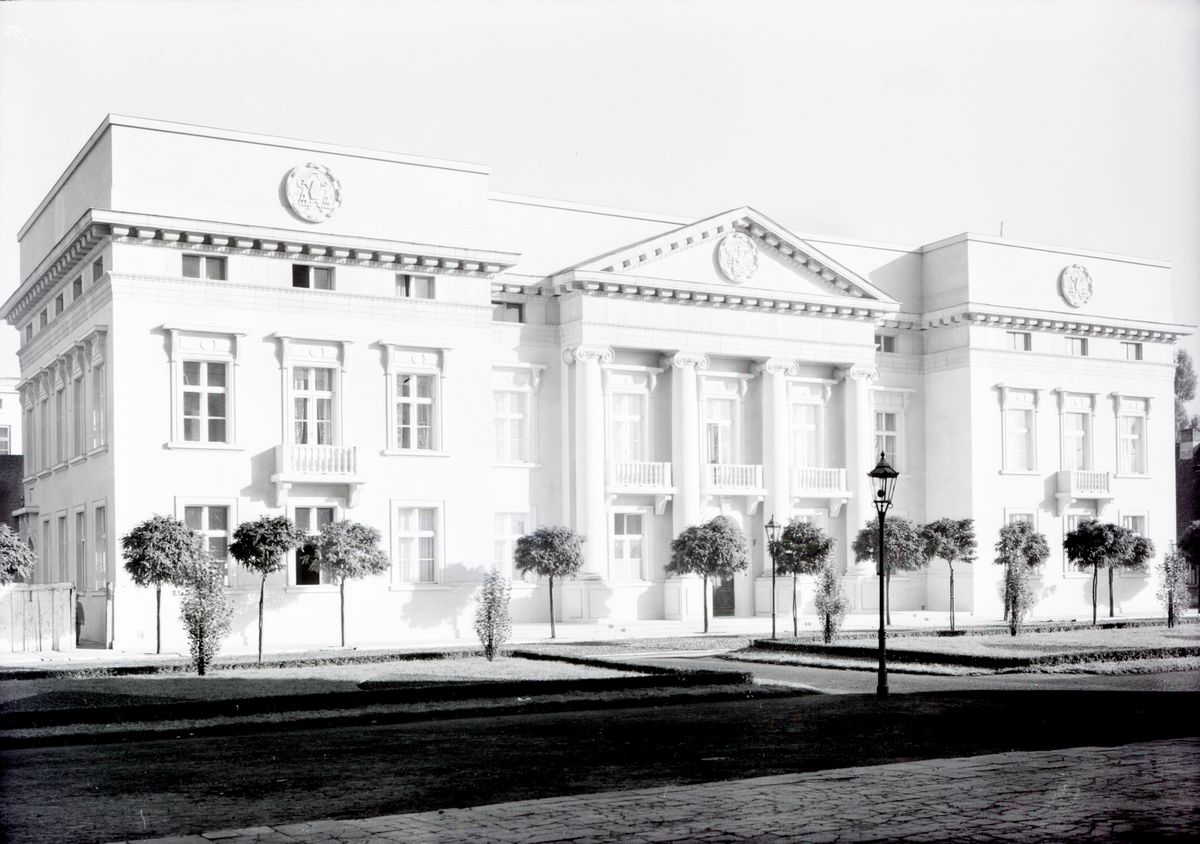
Pałac biskupi (1930), fot. Włodzimierz Pfeiffer

Pałac został wybudowany w latach 1922–1924. Jesienią 1924 roku przeprowadzono do nowego budynku wszystkie urzędy kurii.
Nazywany pałacem biskupim, charakteryzuje się potężnym czterokolumnowym portykiem zwieńczonym trójkątnym naczółkiem i wysoką, gładką attyką. Fasada ożywiona jest narożnymi ryzalitami.
W czasie swojej wizyty 13 czerwca 1987 w Łodzi pałac odwiedził Jan Paweł II, gdzie spotkał się z urzędnikami kurii. W pałacu odbył się wówczas uroczysty obiad.